# Grand Circuit européen
Le Grand Circuit européen est un championnat regroupant diverses courses hippiques de trot en Europe.
La première édition eut lieu en 1956 et fut remportée par Gélinotte. Depuis, les plus grands trotteurs européens ont souvent inscrit leur nom au palmarès de ce Grand Circuit européen. Giesolo de Lou est le premier hongre à avoir remporté le grand circuit en 1999. La compétition est supprimée en 2012. 
Seuls Une de Mai et Idéal du Gazeau s'adjugèrent trois éditions consécutives du Grand Circuit européen témoignant à leur époque de leur suprématie sur le trot européen.

## Palmarès depuis 1975
| Année | Cheval            | Nationalité |
| 2011  | Rapide Lebel      | France      |
| 2010  | Lisa America      | Italie      |
| 2009  | Torvald Palema    | Suède       |
| 2008  | L'Amiral Mauzun   | France      |
| 2007  | Oiseau de Feux    | France      |
| 2006  | Jag de Bellouet   | France      |
| 2005  | Steinlager        | Norvège     |
| 2004  | Gidde Palema      | Suède       |
| 2003  | Gidde Palema      | Suède       |
| 2002  | Legendary Lover K | Norvège     |
| 2001  | Victory Tilly     | Suède       |
| 2000  | Victory Tilly     | Suède       |
| 1999  | Giesolo de Lou    | France      |
| 1998  | Huxtable Hornline | Suède       |
| 1997  | Zoogin            | Suède       |
| 1996  | Zoogin            | Suède       |
| 1995  | Houston Laukko    | Finlande    |
| 1994  | Copiad            | Suède       |
| 1993  | Sea Cove          | Canada      |
| 1992  | Sea Cove          | Canada      |
| 1991  | Atas Fighter L    | Suède       |
| 1990  | Friendly Face     | États-Unis  |
| 1989  | Friendly Face     | États-Unis  |
| 1988  | Ourasi            | France      |
| 1987  | Grades Singing    | Suède       |
| 1986  | Ourasi            | France      |
| 1985  | Minou du Donjon   | France      |
| 1984  | Lurabo            | France      |
| 1983  | Ianthin           | France      |
| 1982  | Idéal du Gazeau   | France      |
| 1981  | Idéal du Gazeau   | France      |
| 1980  | Idéal du Gazeau   | France      |
| 1979  | Pershing          | Suède       |
| 1978  | Éléazar           | France      |
| 1977  | Éléazar           | France      |
| 1976  | Bellino II        | France      |
| 1975  | Bellino II        | France      |